# Teoría de cuerdas (álbum)
Teoría de cuerdas es el quinto álbum de estudio del conjunto musical chileno Inti-Illimani Nuevo, publicado en noviembre de 2014, bajo el sello La Makinita, y su lanzamiento se realizó el 13 y 14 de noviembre en el Teatro Nescafé de las Artes. Actualmente se comercializa bajo el sello Ñandú.
Cuenta con las colaboraciones del cantautor argentino Raly Barrionuevo, la compositora chilena Isabel Parra y uno de los miembros fundadores de Inti-Illimani, el músico ecuatoriano Max Berrú. El álbum, además tuvo como invitado, en todos los temas al músico Camilo Lema, contrabajista, que desde ese entonces participa como músico invitado del grupo. 
Los arreglos y orquestaciones de cuerdas y maderas corresponden a su director musical Manuel Meriño. 
Este disco fue desde diciembre de 2014 hasta fines del año 2015 el disco más vendido en los portales de música digital chilenos.

## Lista de canciones
| Teoría de cuerdas | |                                        |                   |          |  |
| N.º               | Título | Música                                 | Escritor(es)      | Duración |  |
| 1.                | «La calle de la desilusión»                                                                                | Manuel Meriño                          | Daniel Cantillana |          |  |
| 2.                | «Huayno del guallatiri» (Instrumental)                                                                     | Manuel Meriño                          |                   |          |  |
| 3.                | «Volver a los 17» (Con Isabel Parra)                                                                       | Violeta Parra                          | Violeta Parra     |          |  |
| 4.                | «La desnudez de Mario Agüé»                                                                                | Pedro Luis Ferrer                      | Pedro Luis Ferrer |          |  |
| 5.                | «Alma, Julieta y Cecilia» (Instrumental)                                                                   | Manuel Meriño                          |                   |          |  |
| 6.                | «Manuela cabalga en el tiempo» (con Max Berrú)                                                             | Marcelo Coulón                         | Jorge Coulón      |          |  |
| 7.                | «Hebu-Mataro» (Instrumental)                                                                               | Manuel Meriño, Juan Flores             |                   |          |  |
| 8.                | «Pie de cuecas: a) Cuando pienso en este puerto b) Barquita de Papel (Ingrata la carta que me escribiste)» | Daniel Cantillana, Hernán Núñez Oyarce | Jorge Coulón      |          |  |
| 9.                | «Tu rebelión» (con Raly Barrionuevo)                                                                       | Manuel Meriño                          | Raly Barrionuevo  |          |  |
| 10.               | «La pequeña Lima»                                                                                          | Manuel Meriño                          | Daniel Cantillana |          |  |

## Créditos
Inti-Illimani Nuevo
- Daniel Cantillana
- Jorge Coulón
- Marcelo Coulón
- Juan Flores
- Christian González
- César Jara
- Manuel Meriño
- Efrén Viera

Músico Invitado
- Max Berrú
- Isabel Parra
- Camilo Lema

Músicos
- Jaime Riquelme: dirección de cuerdas y maderas para “Volver a los 17” y de cuerdas para “Alma, Julieta y Cecilia”.
- Inti González: acordeón en “Pié de cuecas” y en “Tu rebelión”
- Primer Violín: Rodrigo Pozo, Segundo Violín: Hans Vásquez, Viola: Paulina Sauvalle, Violoncello: Cristian Gutiérrez, Corno: Sergio Flores, Oboe: Guillermo Milla, Fagot: Monserrat Miranda.

Grabado en “Estudio del Sur”, entre el 30 de septiembre y el 9 de octubre de 2014.
Ingeniero de grabación, mezcla y masterización: Miguel Bahamonde